# Затылок
Заты́лок — выдающаяся назад задняя часть черепа, головы у человека и у животных над самой шеей и под теменем. У многих млекопитающих в этом месте находится загривок — особая нечувствительная складка кожи, удерживая которую зубами, мать может переносить детёнышей.
В современной культуре затылок иногда служит объектом пирсинга.

## Фразеологизмы со словом затылок[1]
- Тут поневоле зачешешь затылок (задумаешься);
- на затылок очков не приберешь;
- не всё по затылку, ино и по головке погладить;
- не всё по затылку, ино и по загривку (горькая насмешка);
- он шёл третьим в затылок (гуськом, в тыл друг другу).